# Lilli Cooper
Lilli Cooper (Nueva York, 4 de marzo de 1990) es una actriz y cantante estadounidense.

## Vida y carrera
Cooper es hija del actor Chuck Cooper y Tisa Farley. Su abuelo actuó en Karamu House en Cleveland. Asistió a la Escuela Secundaria de Música, Arte y Artes Escénicas LaGuardia y al Vassar College, y se graduó de este último en 2012.
Fue la suplente de Elphaba en la producción de Broadway de Wicked y originó el papel de Martha Bessell en Spring Awakening. También interpretó a Hélène Kuragina en la producción del American Repertory Theatre de Natasha, Pierre &amp; The Great Comet of 1812 en 2015. Ella originó el papel de Arenita Mejillas en la producción de Broadway de Bob Esponja, que se estrenó el 4 de diciembre de 2017. En septiembre de 2018, Cooper interpretó a Julie Nichols en la adaptación musical de la película Tootsie de 1982 en su debut en Chicago y repitió el papel en Broadway en la primavera de 2019, recibiendo una nominación al Premio Tony a la mejor actriz de reparto en un musical por su actuación.
En 2022, interpretó el papel de Doc en Fraggle Rock: Back to the Rock. También en 2022, participó en el documental de HBO Spring Awakening: Those You've Known, que vio la reunión de 15 años del elenco original del musical.
En 2024, prestó su voz al personaje Velvette en Hazbin Hotel.

## Vida personal
Cooper vive en la ciudad de Nueva York con su esposo Paul. Su primer hijo, un hijo llamado Bodie, nació en septiembre de 2021.

## Filmografía

### Teatro
| Año       | Producción                                                                     | Papel              | Notas                                                       |
| --------- | ------------------------------------------------------------------------------ | ------------------ | ----------------------------------------------------------- |
| 2006      | Spring Awakening                                                               | Martha Bessell     | Atlantic Theater Company • Off-Broadway                     |
| 2006–08   | Spring Awakening                                                               | Martha Bessell     | Eugene O'Neill Theatre • Broadway                           |
| 2014      | La ópera de los tres centavos                                                  | Lucy Brown         | Atlantic Theater Company • Off-Broadway                     |
| 2014      | Wicked                                                                         | Elphaba (suplente) | Munchkinland national tour                                  |
| 2014      | Wicked                                                                         | Elphaba (suplente) | Regent Theatre • Australian tour                            |
| 2014–15   | Wicked                                                                         | Elphaba (suplente) | Gershwin Theatre • Broadway                                 |
| 2015–16   | Natasha, Pierre &amp; The Great Comet of 1812                                  | Hélène Kuragina    | American Repertory Theater                                  |
| 2016      | The SpongeBob Musical                                                          | Arenita Mejillas   | Oriental Theatre                                            |
| 2016      | Tick, Tick... Boom!                                                            | Susan              | Acorn Theater • Off-Broadway                                |
| 2017      | Sundown, Yellow Moon                                                           | Ray                | Second Stage Theater (McGinn/Cazale Theater) • Off-Broadway |
| 2017–18   | SpongeBob SquarePants: The Broadway Musical                                    | Arenita Mejillas   | Palace Theatre • Broadway                                   |
| 2018      | Tootsie                                                                        | Julie Nichols      | Cadillac Palace Theatre                                     |
| 2019–2020 | Tootsie                                                                        | Julie Nichols      | Marquis Theatre • Broadway                                  |
| 2020      | Mack and Mabel                                                                 | Lottie Ames        | New York City Center • Encores!                             |
| 2022      | POTUS: Or, Behind Every Great Dumbass Are Seven Women Trying to Keep Him Alive | Chris              | Teatro Shubert • Broadway                                   |
| 2023      | Oliver!                                                                        | Nancy              | New York City Center • Encores!                             |
| 2023      | The Cottage                                                                    | Marjorie           | Helen Hayes Theater • Broadway                              |

### Televisión
| Año  | Título                         | Papel          | Notas        |
| ---- | ------------------------------ | -------------- | ------------ |
| 2022 | Fraggle Rock: Back to the Rock | Doc            | 13 episodios |
| 2024 | Hazbin Hotel                   | Velvette (voz) | 2 episodios  |